# Danae shibatai
Danae shibatai es una especie de coleóptero de la familia Endomychidae.

## Distribución geográfica
Habita en Japón.